# Озёрное (Тегульдетский район)
Озёрное — деревня в Тегульдетском районе Томской области России. Входит в состав Белоярского сельского поселения. Население 21 чел. (2021) .

## География
Находится на востоке региона, на границе с Красноярским краем, у озера Скоблинская Курья, примерно в 1 км к югу от р. Чулым.
Климат
Находится на территории, приравненной к районам Крайнего Севера.

## История
В соответствии с Законом Томской области от 9 сентября 2004 года № 197-ОЗдеревня вошла в состав муниципального образования Белоярское сельское поселение.

## Население
| 2002 | 2010 | 2012 | 2013 | 2014 | 2015 | 2021 |
| ---- | ---- | ---- | ---- | ---- | ---- | ---- |
| 40   | ↘31  | ↘29  | ↘27  | ↘24  | ↘18  | ↗21  |

## Инфраструктура
Личное подсобное хозяйство.

## Транспорт
Просёлочная дорога в соседнюю д. Верхнее Скоблино и в пос. Белый Яр (выезд на автодорогу Тегульдет — Белый Яр (69Н-79)).